# Karl-Heinz Werler
Karl-Heinz Werler (* 7. November 1932 in Langenreinsdorf; † 6. Dezember 1997 in Sülzhayn) war ein deutscher Mathematiker und Informatiker.

## Leben
Karl-Heinz Werler erlangte im Jahr 1951 an der Oberschule Crimmitschau die Hochschulreife und studierte im Anschluss an der Universität Leipzig bis 1956 Mathematik. Bereits während seines Studiums beschäftigte er sich mit dem Aufbau und der Arbeitsweise von digitalen Rechenautomaten und legte darüber seine Diplomarbeit ab.
Als Betriebsassistent sowie wissenschaftlicher Mitarbeiter nahm Werler bei Carl Zeiss in Jena eine Tätigkeit auf und war dort von 1970 bis 1976 Hauptabteilungsleiter. Er arbeitete an Problemen der Einsatzvorbereitung und der Fertigung von Gerätesteuerrechnern mit und galt als einer der geistigen Väter der logischen Struktur des Zeiss-Rechners ZRA 1.
Seit 1963 beschäftigte sich Karl-Heinz Werler mit der Informationsverarbeitung sowie der technischen Vorbereitung in der Produktion von Rechnern. Das Ziel war durch eine rechnergestützte Arbeitsweise eine Automatisierung und Rationalisierung bei der Arbeit zu erreichen. Die graphische Informationsverarbeitung rückte dabei für Werler als Leiter der Hauptabteilung der Grundlagenforschung des Forschungsleitungszentrums in den Vordergrund seiner wissenschaftlichen Arbeit. Bei den Zeiss-Werken legte er somit zahlreiche Arbeiten zur Modellbildung von Konstruktionsprozessen und zur Gestaltung von integrierten Systemen in der technischen Vorbereitung vor.
1968/69 erwarb Werler in England Spezialkenntnisse auf dem Gebiet der Displaytechnik, arbeitete in der Kommission Kybernetik des Forschungsrates der DDR mit und nahm an den IFIP-Kongressen 1968, 1974 und 1978 sowie an anderen internationalen Tagungen teil. Zudem arbeitete er drei Monate am Institute for Applied Systems Analysis in Laxenburg bei Wien. Im Jahr 1978 war Werler Gast der Bauman-Hochschule in Moskau.
Die Technische Universität Magdeburg erteilte Werler ab 1969 Lehraufträge für graphische Datenverarbeitung. Von der Technischen Universität Ilmenau wurde er 1970 zum Dr.-Ing. promoviert und erwarb an der Technischen Universität in Magdeburg 1972 die Lehrbefähigung für Informationsverarbeitung.
1976 wurde Werler in Magdeburg zum Hochschuldozenten sowie im Jahr 1977 zum ordentlichen Professor für Informationsverarbeitung in der technischen Vorbereitung ernannt. Weiterhin baute er an der Uni einen Wissenschaftsbereich auf. Im Jahr 1980 wurde Werler mit der Arbeit Interaktive graphische Systeme in der technischen Vorbereitung von der Technischen Universität in Magdeburg promoviert. An 29 wissenschaftliche Arbeiten publizierte Werler und hielt mehr als 70 Vorträge. Außerdem veröffentlichte er ein Lehrbuch.
Infolge einer schweren Erkrankung wurde Karl-Heinz Werler 1985 invalidisiert und 1986 abberufen. Seit seinem Ruhestand beschäftigte er sich weiterhin mit dem Mensch-Maschine-Dialog, wandte sich der Problematik Kunst und Computer zu und zeigte die Vielfalt der Möglichkeiten zur Erzeugung faszinierender Formen und Strukturen auf. Außerdem veranstaltete er Ausstellungen und prägte in seinen Vorträgen den Begriff Computergrafik. Seine Ergebnisse und Erkenntnisse legte er in seinem 1991 erschienenen Band Programmierte Phantasie vor.